# Houjiagang (sockenhuvudort i Kina, Jiangxi Sheng, lat 29,52, long 116,85)
Houjiagang är en sockenhuvudort i Kina. Den ligger i provinsen Jiangxi, i den sydöstra delen av landet, omkring 130 kilometer nordost om provinshuvudstaden Nanchang. Antalet invånare är 29 961. Befolkningen består av 14 536 kvinnor och 15 425 män. Barn under 15 år utgör 24,0 %, vuxna 15-64 år 67 %, och äldre över 65 år 7,0 %.
Runt Houjiagang är det ganska tätbefolkat, med 248 invånare per kvadratkilometer. Närmaste större samhälle är Xiejiatan, 13,7 km väster om Houjiagang. I omgivningarna runt Houjiagang växer i huvudsak blandskog.
Genomsnittlig årsnederbörd är 2 232 millimeter. Den regnigaste månaden är juni, med i genomsnitt 350 mm nederbörd, och den torraste är oktober, med 55 mm nederbörd.